# Eudorylas gemellus
Eudorylas gemellus är en tvåvingeart som beskrevs av Christian Kehlmaier 2005. Eudorylas gemellus ingår i släktet Eudorylas och familjen ögonflugor.
Artens utbredningsområde är Schweiz. Inga underarter finns listade i Catalogue of Life.